# 古巴人口

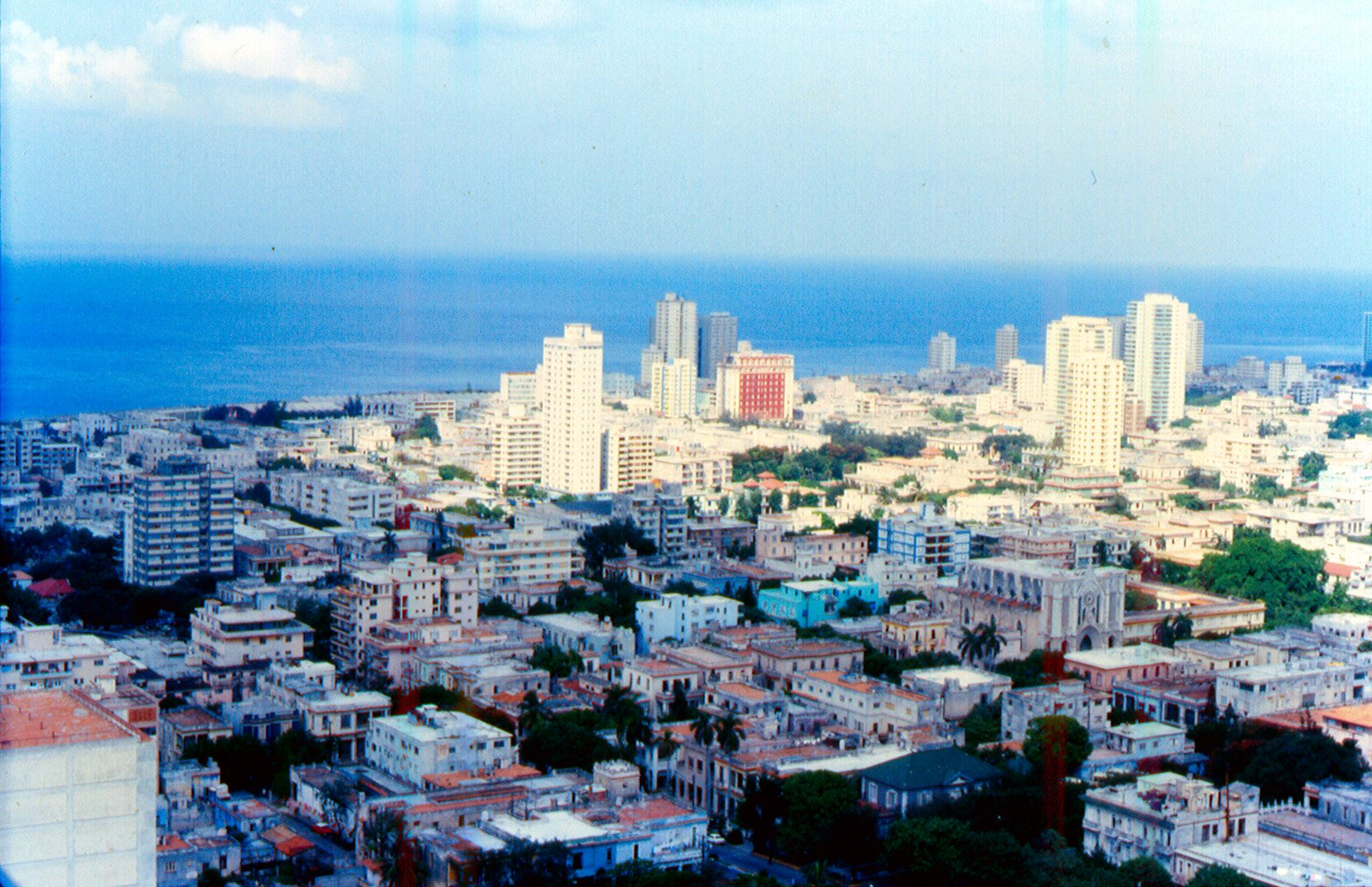
哈瓦那

古巴最早只有印第安原住民居住。在西班牙人殖民时期，古巴本地的印第安原住民被西班牙殖民者全部屠殺。而後，西屬古巴大量引進非洲黑奴从事劳役，进行奴隶买卖，使得古巴成为整个美洲的黑奴集散地。至今來自非洲的黑人大約占古巴总人口的一成，其它大多是西班牙人后裔。
古巴曾经有一些华侨，尤其在首都哈瓦那，但是大部分在菲德尔·卡斯特罗1961年宣布古巴实行社会主义之后移居美国或其它国家。
古巴最普遍的宗教是天主教，其中包括一种非洲部落的信仰和天主教混合的分支。但是在卡斯特罗之下的古巴，官方长期宣布古巴遵守无神论。1962年卡斯特罗政府曾经强力关闭400多所天主教学校，声称这些学校散布威胁安全的信仰。1991年，古巴共产党撤除宗教禁令。次年，宪法更改，宣布政府为非宗教性机关，但是不再反对宗教信仰。
虽然古巴不再禁止宗教，而且天主教发展为古巴最大的私人团体，其宗教自由卻并不完全。教堂不准自行出版书本，不准开学校，也没有不受限制的与媒体联络。
1996年11月，古巴国务委员会主席、部长会议主席卡斯特罗邀请教宗约翰·保罗二世访问古巴。

## 數據

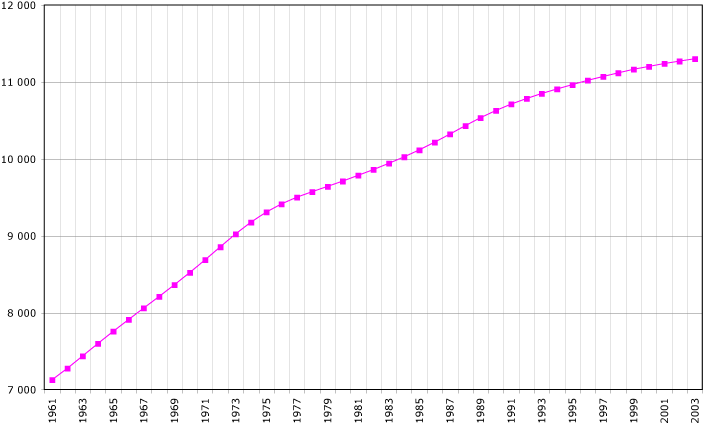
古巴人口統計 (1961-2003)
資料來源:CIA, 2005年; 單位:千人

人口: 11,423,952人 (2008年估計)
年齡結構:
- 0-14 歲: 18.5% (男 1,088,311人/女 1,030,499人)
- 15-64 歲: 70.5% (男 4,029,381人/女 4,025,154人)
- 65 歲以上: 10.9% (男 569,002人/女 681,605人) (2008年估計)

年齡中位數:
- 總計: 36.8 歲
- 男: 36.1 歲
- 女: 37.5 歲 (2008年估計)

人口增長率: 0.251% (2008年估計)
出生率: 11.27 出生/1,000 人 (2008年估計)
死亡率: 7.19 死亡/1,000 人 (2008年估計)
淨遷移率: -1.57 移民/1,000 人 (2008年估計)
性別比:
- 出生: 1.06 男/女
- 15歲以下: 1.06 男/女
- 15-64歲: 1 男/女
- 65歲以上: 0.83 男/女
- 總計: 0.99 男/女 (2008年估計)

嬰兒死亡率:
- 總計: 5.93 死亡/1,000 活产
- 男: 6.64 死亡/1,000 活产
- 女: 5.17 死亡/1,000 活产 (2008年估計)

預期壽命:
- 總計: 77.27 歲
- 男: 75.02 歲
- 女: 79.64 歲 (2008年估計)

總生育率: 1.6 嬰兒/婦女 (2008年估計)
HIV/AIDS
- 成人感染比例: 少於 0.1% (2003年估計)
- 感染人数: 3,300人 (2003年估計)
- 死亡人数: 少於 200人 (2003年估計)

民族:
- 混血 24.8% (白人，黑人，和印第安人血统), 白人 65.1%, 黑人 10.8%

CIA各國資料（页面存档备份，存于）

宗教:
- 卡斯特羅領導的古巴革命之前約有 85%的人口信仰羅馬天主教。至今，羅馬天主教仍為古巴第一大宗教，亦有少數人信仰基督新教,  耶和華見證人會，犹太教, 萨泰里阿教 (Santeria) 等等。

语言:
- 西班牙语

识字率:
- 定义: 15岁以上可以读写的人口比率
- 总共: 99.8%
- 男性: 99.8%
- 女性: 99.8% (2002年普查)